# نالینی (بازیگر)
نالینی (انگلیسی: Nalini) (زاده ۲۸ اوت ۱۹۶۴) یک بازیگر هندی است که به خاطر کارهایش در فیلم‌های تامیل، مالایالم، کنادا و تلوگو شناخته می‌شود و در تلویزیون کار کرد.
او در فیلم لگد بازی کرده‌است.

## زندگی شخصی
نالینی در روز ۲۸ اوت ۱۹۶۴ به عنوان دومین فرزند مورتی و پرما از بین هشت فرزند آنها در تامیل نادو به دنیا آمد. پدرش در سینمای تامیل، طراح رقص و مادرش یک رقاص حرفه ای بود. او یک خواهر و شش برادر داشت. او تا کلاس هفتم در مدرسه دولتی تی ان تحصیل نمود، ولی به خاطر شروع فعالیت در سینما در آن موقع، نتوانست تحصیل خود را ادامه دهد.
او در سال ۱۹۸۷ با رامراجان، بازیگر سینما ازدواج کرد. این زوج در سال ۱۹۸۸ صاحب بچه‌های دوقلو شدند که نام‌های آریونا و آریون را برای آنها برگزیدند. با این وجود، در سال ۲۰۰۰ به خاطر اختلافاتی که بین آنها شکل گرفت از یکدیگر جدا شدند. آریون، دختر آنها در روز ۶ مه ۲۰۱۳ با رامش صابرامین ازدواج کرد.

## فیلم‌شناسی
فیلم‌های تامیل
| سال  | نام فیلم                        | نقش          | نکات                                                          | مرجع   |
| ---- | ------------------------------- | ------------ | ------------------------------------------------------------- | ------ |
| ۱۹۸۱ | سرباز                           | مایتیلی      |                                                               | [ ۵ ]  |
| ۱۹۸۳ | تا آخر عمر در کنار اوشا هستم    |              |                                                               | [ ۶ ]  |
| ۱۹۸۳ | جایگاه مقدس                     |              |                                                               | [ ۷ ]  |
| ۱۹۸۴ | آوازی که می‌خوانم                |              | حضور ویژه                                                     | [ ۸ ]  |
| ۱۹۸۴ | روز صدم                         | دوی          | کاندید شده برای جایزه فیلم فیر در بخش بهترین بازیگر زن- تامیل | [ ۹ ]  |
| ۱۹۸۴ | یک کناگی برای هر خانه           | مادهوی       |                                                               | [ ۱۰ ] |
| ۱۹۸۴ | خیلی ممنون                      | لاکشمی       |                                                               | [ ۱۱ ] |
| ۱۹۸۴ | صدا                             |              |                                                               | [ ۱۲ ] |
| ۱۹۸۴ | انصاف                           |              |                                                               | [ ۱۳ ] |
| ۱۹۸۴ | قوانین نانوشته                  |              |                                                               | [ ۱۴ ] |
| ۱۹۸۴ | فردا نوبت توست                  | کالپانا      |                                                               | [ ۱۵ ] |
| ۱۹۸۵ | مادر زمین                       | نالینی       |                                                               | [ ۱۶ ] |
| ۱۹۸۵ | نیزه                            | لالیتا       |                                                               | [ ۱۷ ] |
| ۱۹۸۵ | گیتانجلی                        | دیانا        |                                                               | [ ۱۸ ] |
| ۱۹۸۵ | یکبار دیگر پاراشاکتی            |              |                                                               | [ ۱۹ ] |
| ۱۹۸۵ | چه کسی؟                         | دوی          |                                                               | [ ۲۰ ] |
| ۲۰۱۰ | پاک‌کننده                        | وانی واسانتی |                                                               |        |
| ۲۰۰۸ | ساروجا                          | خودش         | حضور ویژه                                                     | [ ۲۱ ] |
| ۲۰۱۳ | کومار باید کار شیطانی انجام دهد |              |                                                               |        |
| ۲۰۱۷ | سینگام ۳                        |              |                                                               | [ ۲۲ ] |

فیلم‌های تلوگو
| سال  | نام فیلم | نقش             | نکات | مرجع   |
| ---- | -------- | --------------- | ---- | ------ |
| ۲۰۰۹ | لگد      | مادر دوست ناینا |      | [ ۲۳ ] |